# Hydroptila starmuehlneri
Hydroptila starmuehlneri är en nattsländeart som beskrevs av G. Marlier 1982. Hydroptila starmuehlneri ingår i släktet Hydroptila och familjen smånattsländor. Inga underarter finns listade i Catalogue of Life.